# Araneus oxyurus
Araneus oxyurus este o specie de păianjeni din genul Araneus, familia Araneidae. A fost descrisă pentru prima dată de Thorell, 1877. Conform Catalogue of Life specia Araneus oxyurus nu are subspecii cunoscute.